# Gordon MacKenzie
Gordon „Gord” MacKenzie (? – ?) világbajnok kanadai jégkorongozó.
1928-ban Allan-kupa győztes lett a University of Manitoba Bisons csapattal.
A University of Manitoba Grads egyetemi csapattal vett részt az 1931-es jégkorong-világbajnokságon és ő volt a csapatkapitány. Akkoriban Kanadát klubcsapatok képviselték világeseményeken, mint nemzeti válogatott. A világbajnokságon aranyérmesek lettek fölényes játékkal. Egyedül a svéd csapattal játszottak 0–0-s döntetlent, ami akkor csodaszámba ment. Mind az 5 mérkőzésen játszott és 2 gólt ütött. Támadó volt.
Tagja a Manitoba Hockey Hall of Fame-nek és a Manitoba Sports Hall of Fame-nek.